# Bande sonore (infrastrutture)

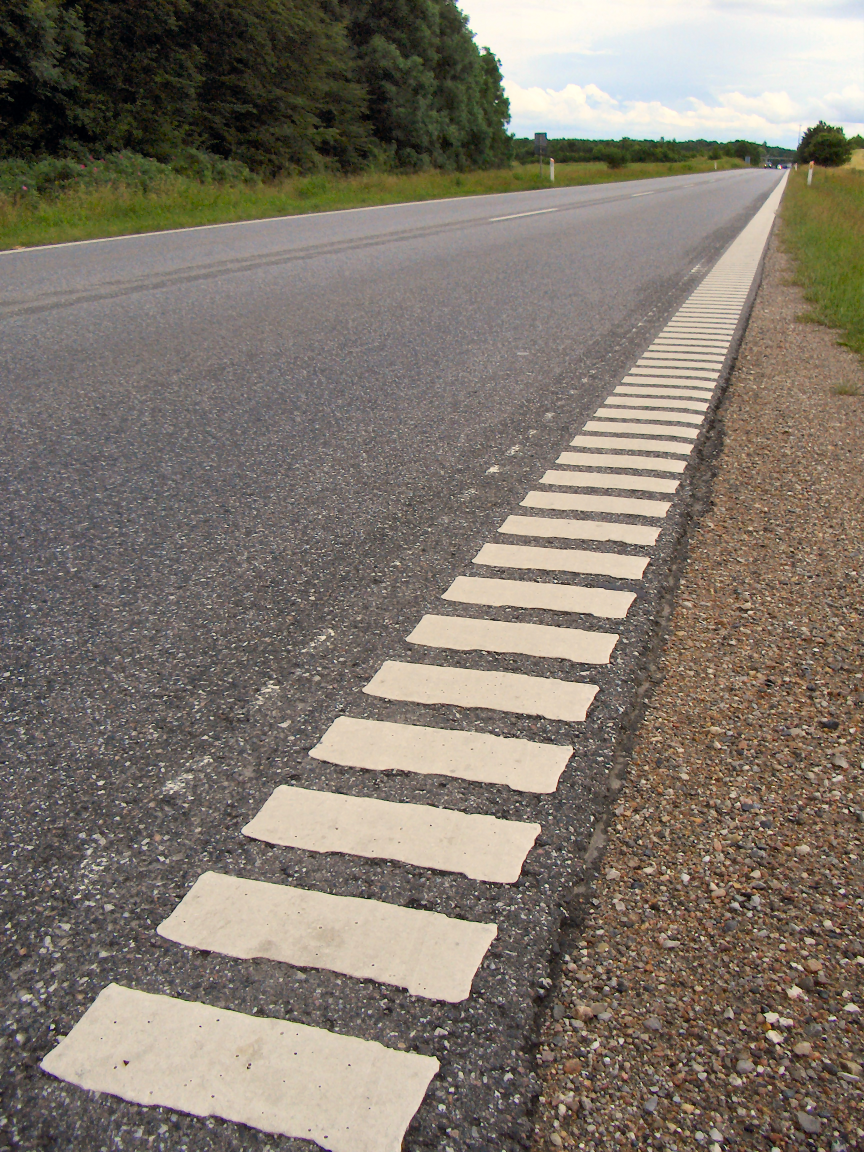
Bande sonore mediante apposizione sul bordo della strada

Le bande sonore, o bande rumorose o rallentatori ad effetto acustico (in inglese rumble stripes), fanno parte della segnaletica stradale e servono a segnalare al conducente del veicolo la presenza di alcuni pericoli. La loro modalità di funzionamento si basa sul fatto che  vibrazioni e rumori vengono trasmessi al conducente del veicolo quando lo pneumatico del veicolo ne entri in contatto. Le strisce vibranti sono utilizzate per segnalare la fine di una corsia e l'inizio di una banchina o per segnalare la fine di una corsia e l'inizio di un'altra; hanno lo scopo di impedire ai conducenti di veicoli di cambiare involontariamente la corsia che viene percorsa (ad esempio a causa della fatica). Servono anche come misura di riduzione della velocità davanti agli ostacoli sul percorso, come svincoli o raggi di curva stretti.
Fondamentalmente ci sono due modi per posizionare le bande sonore sulla strada: 
- apposizione di segnaletica orizzontale tramite uno spessore di materiale elastoplastico bianco rifrangente; 
fresatura di una parte di asfalto nel manto stradale.

## Applicazione

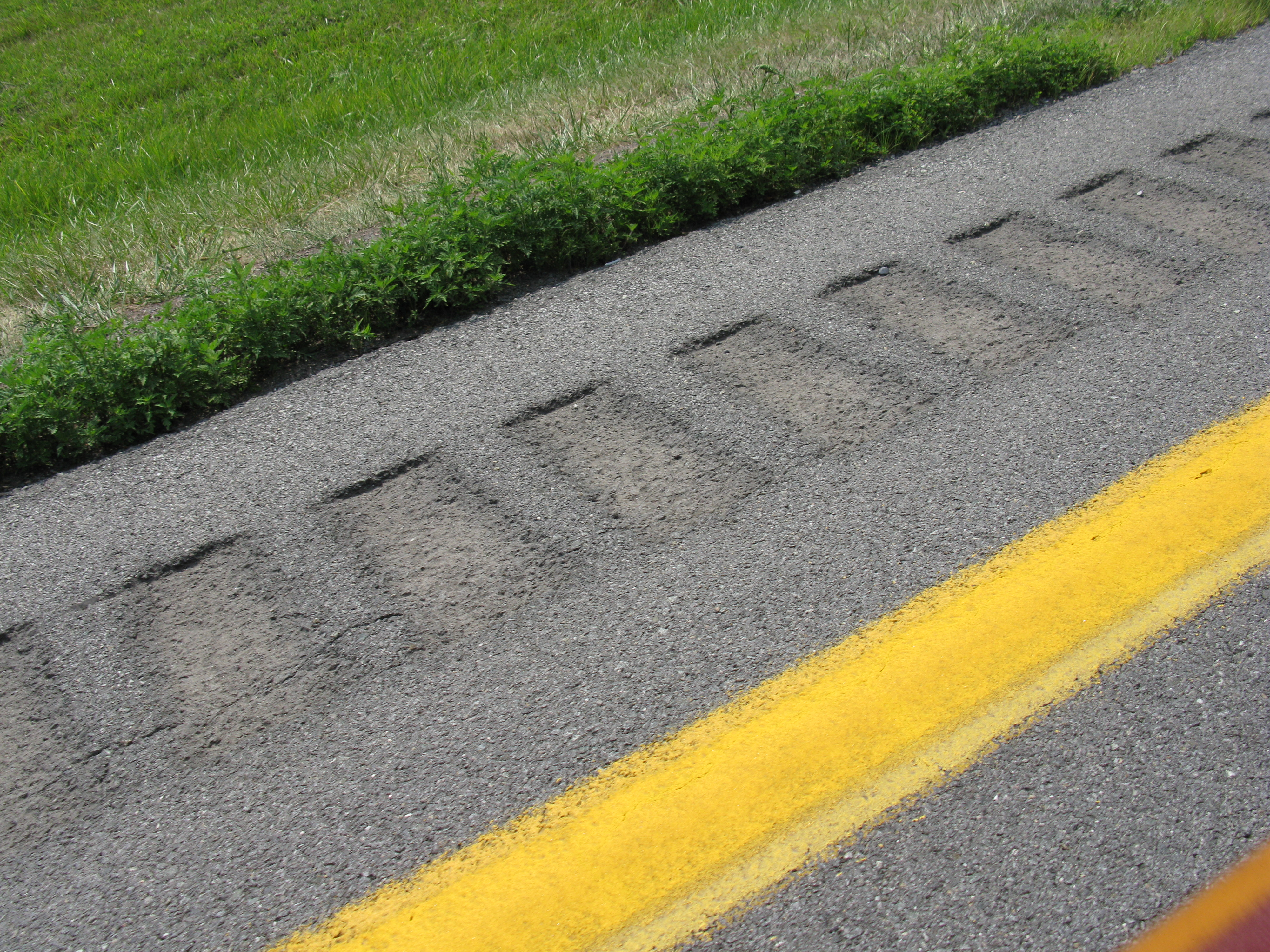
Bande sonore mediante fresatura sul bordo della strada

Le bande sonore possono essere trovate in diversi paesi, come l'Italia, Stati Uniti d'America, Messico, Danimarca, Austria o Francia.

### Paesi Bassi
Le bande sonore sono state utilizzate nei Paesi Bassi dall'inizio degli anni '90, il che ha ridotto il numero di morti sulla strada di circa un terzo fino al 2007. 

### Germania
In Germania, le bande sonore vengono attualmente utilizzate solo su base di prova o molto raramente. Le bande sonore più conosciute sono fresate sulla pavimentazione a Brandeburgo sulla A24 vicino a Fehrbellin.